# Hemerobius stenopterus
Hemerobius stenopterus är en insektsart som beskrevs av Monserrat 1996. Hemerobius stenopterus ingår i släktet Hemerobius och familjen florsländor. Inga underarter finns listade i Catalogue of Life.